# Stomatepia pindu
Stomatepia pindu là một loài cá thuộc họ Cichlidae. Nó là loài đặc hữu của Cameroon.